# Richard Ramirez
Ricardo Leyva Muñoz Ramirez (El Paso, Texas, 1960. február 29. – Greenbrae, Kalifornia, 2013. június 7.) ismertebb nevén Richard Ramirez amerikai sorozatgyilkos, sorozat-erőszakoló és betörő volt. 1984 júniusától 1985 augusztusáig terrorizálta Los Angeles lakosságát, majd később San Francisco városát is. Elfogása előtt Ramirezt a média a The Night Stalker ("Az Éjszakai Vadász") névre keresztelte el.
Gyilkosságai során sokféle fegyvert használt, köztük kézifegyvereket, késeket, machetét, kerékkulcsot és kalapácsot is. A magát sátánistának valló Ramirez soha nem érzett sajnálatot vagy megbánást egyik bűncselekménye miatt sem. A bíró, aki jóváhagyta a Ramirezre kiszabott tizenkilenc halálos ítéletet, megjegyezte, hogy "tettei kegyetlenséget, érzéketlenséget és gonoszságot mutatnak, minden emberi megértést nélkülözve". Ramirez az éveken át tartó, krónikus kábítószer-használat és Hepatitis C vírusfertőzés következtében halt meg a kaliforniai halálsoron 2013. június 7-én, miközben a kivégzésére várt.

## Előélete és neveltetése
Richard Ramirez a texasi El Pasóban született 1960. február 29-én, Ricardo Leyva Muñoz Ramirez néven. Julian és Mercedes Ramirez öt gyermeke közül ő volt a legfiatalabb. Az apja korábban rendőr volt, később pedig egy vasúti társaságnál dolgozott. A férfi hajlamos volt a dührohamokra, amelyek sokszor fizikai erőszakot vontak maguk után. Ilyenkor nemcsak a felesége, de a kis Richard is gyakran kikapott.
Ramireznek nehéz gyermekkora volt. A fiúnak többször is megsérült a feje: két éves korában ráesett egy komód, felszakadt a homloka, és 35 öltéssel kellett összevarrni. 5 éves korában a parkban fejbeverte egy hinta és elájult. A balesetben olyannyira megsérült, hogy ezt követően epilepsziás rohamok kínozták, végül csak kamaszkorában múltak el véglegesen. Nyolc évesen megismerte a kábítószereket, és 10 éves korára már rendszeresen fogyasztott marihuánát.
12 éves korára Richardra – vagy ahogy a családja szólította "Richie" – legnagyobb hatást a nagybátyja Miguel "Mike" Ramirez tette, aki az amerikai hadsereg zöld sapkás egységének veteránja volt. Richard felnézett nagybátyjára, aki örömmel osztotta meg vele harcászati történeteit. Polaroid fotókat mutatott a fiúnak, amelyeken az általa megerőszakolt és megölt vietnámi nők holttestei szerepeltek. A kis Ramirez fantáziáiban ekkor kezdett el összefonódni az erőszak a szexualitással. Mike ugyanakkor gyakran eljárt rabolni és fosztogatni, és ezekre a "vadászatokra" rendszeresen magával vitte unokaöccsét is. Ezen alkalmak során megtanította Richardot a kés forgatására, a lopakodásra, a gyors és lassú gyilkosságok kivitelezésére.
A kisfiú egyre nehezebben viselte az otthoni nehéz légkört, és egyre jobban gyűlölte az apját, amiért a folyamatosan elveri. Mivel még túl gyenge volt ahhoz, hogy visszaüssön, Richard elmenekült otthonról. Éjszakáit temetőkben töltötte.
Ramirez 1973. május 4-én jelen volt, amikor Mike egy veszekedés során egy .38-as kaliberű revolverrel, közvetlen közelről arcon lőtte a feleségét, Jessie-t. A férfit letartóztatták, a fiatal Ramirezt pedig a nővéréhez és annak férjéhez költöztették. Richard itt szokott rá az LSD-re és szeretett bele a sátánizmusba. Mivel unokatestvérét beszámíthatatlannak ítélte a bíróság, nem ítélték el Jessie meggyilkolása miatt, helyette a férfit elmegyógyintézetbe zárták, ahonnan azonban nem tudta tartani a kapcsolatot Ramirezzel. A fiú kamaszodni kezdett, és egyre kevésbé tudta eldönteni, mit szabad és mit nem.
A serdülő Richard számára az idő múlásával egyre inkább összefonódott a szexualitás az erőszakkal. 22 éves korában kirúgták az iskolából, mert rendszeresen elaludt az órákon. Ramirez ezen a nyáron a helyi Holiday Inn hotelben vállalt munkát. A szállodától kapott kulcsokkal viszont rendszeresen behatolt a vendégek szobáiba, ahol ellopta a pénzüket és ékszereiket. Idővel egyre erőszakosabbá vált, míg végül megpróbálta megerőszakolni az egyik vendéget. Azonban a nő férje megállította, és a helyszínen eszméletlenre verte Ramirezt. A házaspár azonban nem tett feljelentést, mivel nem akartak később visszatérni az államba, az esetleges tanúskodás miatt.
Ramirezt már a 9. osztályban kirúgták a Jefferson Gimnáziumból. 22 éves volt, amikor Kaliforniába költözött, és végül itt is telepedett le.

## Gyilkosságok
1984. április 10-én követte el Ramirez az első bizonyított gyilkosságát.
Első áldozata egy 9 éves, vietnámi származású kislány, Mei Leung volt. A lányt annak a hotelnek a pincéjében találták meg, ahol Ramirez akkoriban lakott, San Francisco Tenderloin kerületében. Ramirez megerőszakolta és összeverte a kislányt, mielőtt egy vascsővel leszúrta, és a holttestet felakasztotta a pincében egy vascsőre. A gyilkosságot követően pentagramokat rajzolt a gyermek vérével a falra és a kislány testére is.
Habár ez volt az első gyilkossága – a másfajta elkövetési módszer alapján -, a hatóságok eredetileg nem kapcsolták össze Mei Leung megölését Ramirezzel. A kislány megölését csak két és fél évtizeddel később, 2009-ben sikerült Ramirezhez kötni, DNS teszt alapján.

### Az Éjszakai Vadász-bűncselekmények
A gyilkosságsorozat két hónappal Mei halála után, 1984 júniusában vette kezdetét.
1984. június 28-án a 79 éves Jennie Wincow-t kegyetlenül meggyilkolva találták meg a Los Angelesben található Glassell Park-i lakásában. Miközben az ágyában aludt, Ramirez rátámadt. Az asszonyt az ágyhoz kötözte, bestiálisan megerőszakolta, nem kevesebb mint 17-szer megszúrta, majd a torkát olyan erővel átvágta, hogy kis híján lefejezte. A vizsgálatok során megtalálták Ramirez ujjlenyomatát az egyik hálóköntösön, amelyet a gyilkos arra használt, hogy kinyissa a szobaablakot. Amikor a nyomozók másnap megtalálták a holttestet, a hálószobában és a fürdőszobában mindent vér borított, a lakást pedig teljesen kifosztották. Először mindenki egy közönséges gyilkosságnak gondolta az esetet. Senki nem gondolta, hogy egy vérgőzös sorozatgyilkos első esetével állnak szemben.
Ramirez tíz hónapot várt, mire ismét gyilkolt. 1985. március 17-én a kaliforniai Rosemadben megtámadta a 22 éves Maria Hernandezt. Miután a nő hazaérkezett és beparkolt a garázsába, Ramirez megjelent mellette, és .22-es kaliberű fegyverével arcon lőtte a nőt. Maria azonban felemelte a kezét, és a kulcsokat maga elé tartva elkerülte a halálos sérüléseket. Miután földre zuhant, Ramirez rugdosni kezdte a földön fekvő nőt, ám ekkor megjelent Maria lakótársa, a 34 éves Dayle Yoshie Okazaki. A nő a konyhapult mögé bújt, azonban Ramirez rátalált, amikor a nő felemelte a fejét, a gyilkos hidegvérrel fejbelőtte és ezzel kivégezte. Ezután a férfi visszatért Mariához, aki könyörögni kezdett, hogy ne lőjön még egyszer. Ramirez megállt, majd elfutott.
Alig egy órával a támadás után a férfi megállított egy autót. A kocsit a 30 éves joghallgató, Tsai-Lian "Veronica" Yu vezette. Ramirez kirángatta a nőt a kocsiból, a földre lökte és egy sorozatot eresztett belé a fegyverével. A nőt a kórházba érkezéskor halottnak nyilvánították. Az egyetlen napon elkövetett két gyilkosság és a gyilkossági kísérlet szinte felrobbantotta a médiát, a sajtó göndör hajú, dülledt szemű őrültként írta le az elkövetőt, és a The Walk-In Killernek és The Valley Intrudernek nevezte el az elkövetőt.
1985. március 7-én, hajnali két órakor Ramirez betört ugyanabba a házba Whittierben, amelybe egy évvel korábban is. A lakásban a 64 éves Vincent Charles Zazzara és felesége, a 44 éves Maxine Leveina Zazzara lakott. Az idős férfit egyszerűen fejbe lőtte. A középkorú asszonyt a lövés riasztotta fel. Ramirez összeverte, majd hátrakötözte a nő kezét, ezt követően pedig követelni kezdte, hogy a nő mondja el, hol vannak az értékei. Míg a férfi a szekrényeket kutatta át, Maxine-nek sikerült kiszabadítani magát, és elővennie a puskájukat. A fegyver azonban nem volt megtöltve. A dühös Ramirez háromszor rálőtt a nőre .22-es kaliberű fegyverével, majd a konyhából magához vett egy méretes henteskést. Összevissza szabdalta és megcsonkította a nő testét, majd kiszedte a szemeit, és az egyik kiforgatott ékszeres dobozban hagyta ott. A későbbi boncolás megállapította, hogy a szemek eltávolítása post mortem sérülés volt. A nyomozás során a rendőrség egy Avia tornacipőről származó lábnyomot talált a virágágyásban, amelyet sikerült rögzíteni (A lábnyomot akkor hagyta a virágágyásban Ramirez, amikor elhagyta a tetthelyet). Gyakorlatilag ez volt az egyetlen bizonyíték, amellyel a rendőrség annak idején rendelkezett. A helyszínen talált lövedékeket összehasonlították a korábbi bűncselekmények helyszínein találtakkal, és a rendőrség rájött, hogy a környéken egy sorozatgyilkos szedi az áldozatait. Vincent és Maxine holttestét a fiuk, Peter fedezte fel.
1985. május 15-én Ramirez visszatért a Montoerey Parkba, és behatolt a 66 éves William "Bill" Doi és fogyatékkal élő felesége, az 56 éves Lillian otthonába. A meglepett Doit a hálószobában Ramirez egy .22-es kaliberű félautomata pisztollyal arcon lőtte, majd összerugdosta, miután a férfi a saját fegyveréért nyúlt. Miután a halálos sérülést szenvedett férfi eszméletét vesztette, Ramirez átment Lillian hálószobájába. Megbilincselte a szellemileg sérült asszonyt, majd felforgatta a házat értékek után kutatva, ezt követően pedig megerőszakolta a szerencsétlen asszonyt, majd elmenekült. A mentősök még be tudták vinni őket a kórházba, de Bill Doi nem sokkal később a beszállítás után belehalt a sérüléseibe.
1985. május 28-i éjszakáján egy lopott autóval a kaliforniai Monroviába vezetett, és megállt a 83 éves Mabel "Ma" Bell és fogyatékkal élő húga, a 81 éves Firenze "Nettie" Lang otthonánál. A konyhaablakon át behatolt a házba, majd megkötözte Bellt, mielőtt egy elektromos kábelt nyomva a testéhez elektrosokkolta az asszonyt. Miután megerőszakolta Langet, Bell rúzsával pentagramot rajzolt a holttest combjára, valamint mindkét hálószoba falára. A nőket két nappal később találták meg. Még éltek, de mindketten kómába kerültek. Bell később belehalt a sérüléseibe.
Másnap, 1985. május 29-én, Ramirez a korábban lopott autóval a kaliforniai Burbankbe utazott, és behatolt a 42 éves Carol Kyle lakásába. A nőt egy zseblámpával ébresztette fel, majd megkötözte, a nő 11 éves kisfiát pedig a szekrénybe zárta. Ramirez felforgatta a házat, de nem talált értékeket, ezért kirángatta a nőt az ágyból, és kényszerítette, hogy mutassa meg, hol tartja az ékszereket és pénzt. Ezt követően többször is megerőszakolta a magatehetetlen nőt, miközben többször is megparancsolta, hogy ne nézzen rá, különben kiszúrja a szemeit. A szexuális erőszak kényszerítette a nőt, hogy esküdjön a sátánra, kivette Kyle fiát a szekrényből, megkötözte, és az anyjára fektette, végül elmenekült a tetthelyről.
1985. július 2-án éjjel egy lopott autóval a kaliforniai Arcadiába hajtott, és találomra kiválasztott egy házat. A lakásban a 75 éves Mary Luise Cannon lakott. Miután csendesen behatolt az özvegy házába, a hálószobába ment, ahol az asszony békésen aludt. Egy zseblámpával eszméletlenre verte a védtelen asszonyt, majd egy, a konyhából behozott henteskéssel többször leszúrta. Az asszony vérben ázó holttestét másnap találták meg a helyszínen.
Három nappal később, 1985. július 5-én Ramirez betört egy házba a kaliforniai Sierra Madre-ban. A 16 éves Whitney Bennett az ágyában aludt, mikor a gyilkos megközelítette, majd egy kerékkulccsal fejbe verte. Mivel a konyhában hiába keresett kést, Ramirez végül egy vezetékes telefon kábelével próbálta megfojtani a félig öntudatlan lányt. Ám a vezeték hirtelen szikrázni kezdett, amit a sátánista gyilkos Isten közbeavatkozásaként értelmezett, megrémült és elmenekült a helyszínről. Whitney Bennett szerencsésen túlélte a találkozást a szörnyeteggel, noha a fején keletkezett sérülést 478 öltéssel kellett összevarrni.
1985. július 7-én Ramirez betört a 61 éves Joyce Lucille Nelson otthonába, a Monterey Parkban. A nő a nappaliban lévő kanapén aludt, mikor a gyilkos rátámadt. Ököllel ütötte, majd miután Nelson földre került, rugdosni kezdte őt. A cipője talpának lenyomatát sikeresen rögzítették később a nyomozók. Miután körbejárt két közeli környéket, Ramirez visszatért a Monterey Parkba, és kiválasztotta a 63 éves Sophie Dickman otthonát. Ramirez fegyverrel bántalmazta és megbilincselte Dickmant, megpróbálta megerőszakolni és ellopni az ékszereit. Végül arra utasította, hogy "esküdjön meg a sátánra".
1985. július 20-án Ramirez vásárolt egy machetét, mielőtt a korábban lopott Toyotával a kaliforniai Glendale-be hajtott. Ezúttal a 66 éves Lela Kneiding és a férje, a 68 éves Maxont szemelte ki magának. Betört az alvó pár hálószobájába, a machetével felébresztette, majd a .22-es kaliberű pisztolyával a házaspár mindkét tagját fejbe lőtte. Ezt követően a machetével megcsonkította a testeket, mielőtt elvitte az értéktárgyakat a házból. Miután elmenekült a Kneeding-házból, Ramirez Sun Valley-be hajtott. Körülbelül hajnali 4.15-kor betört a Khovananth család otthonába. A .25-ös fegyverével fejbe lőtte és ezzel azonnal megölte az alvó Chainarong Khovananth-t, majd többször megerőszakolta és megverte Somkid Khovananth-t. Megkötözte a pár rémült kisfiát, mielőtt végigrángatta Somkidot a házon, hogy mutassa meg, hol tartják az értékeket. A támadás során azt követelte, hogy "esküdjön a sátánra", hogy nem rejteget előle pénzt.
1985. augusztus 6-án Ramirez a kaliforniai Northbridge-be hajtott, és behatolt Chris és Virginia Peterson otthonába. Beosont a hálószobába, felébresztette a 27 éves Virginiát, és egy .25-ös kaliberű fegyverrel arcon lőtte. Ezután nyakon lőtte Christ, és megpróbált elmenekülni, Chris azonban nekitámadt. A férfinak szerencsésen sikerült elkerülnie, hogy a dulakodás során két további lövés is eltalálja, így Ramirez végül elmenekült. A házaspár túlélte a támadást.
1985. augusztus 8-án Ramirez egy újabb lopott autóval a kaliforniai Diamond Barba vezetett, ezúttal a 27 éves Sakina Abowath valamint a férje, a 31 éves Elyas Abowath házát szemelte ki. Hajnali 02:30-kor hatolt be a házba, és bement a hálószobába. Az alvó Elyast a .25-kaliberű fegyverével fejbe lőtte és így azonnal megölte, majd megbilincselte és megverte Sakinát, miközben arra kényszerítette, mondja el, hol tartják az ékszereket. Ezek után megerőszakolta az asszonyt. Többször is követelte, hogy "esküdjön a sátánra", hogy az erőszak alatt nem fog sikoltozni. Amikor a házaspár 3 éves fia belépett a hálószobába, Ramirezt elkapta a gyereket, megkötözte és berakta a szekrénybe, majd folytatta az asszony bántalmazását. Miután Ramirez elmenekült a házból, Sakina kisfia ki tudott szabadulni, és az anyja átküldte a szomszédokhoz, hogy tőlük kérjen segítséget.
Ramirez, aki nyomon követte a médiában az elkövetett bűncselekményeiről szóló híreket, ekkor elhagyta Los Angelest, és a San Franciscó-i öböl felé vette az irányt. 1985. augusztus 18-án behatolt Peter és Barbara Pan otthonába. A .25-ös kaliberű fegyverével fejbe lőtte az alvó, 66 éves Petert, majd összeverte és szexuálisan bántalmazta Barbarát, mielőtt őt is fejbe lőtte és ott hagyta meghalni. Az asszony rúzsával Ramirez pentagramokat rajzolt a falakra, valamint felírta a "Jack the Knife" kifejezést is.
Amint kiderült, hogy a Peter és Barbara Pan meggyilkolásánál talált töltények és a megtalált cipőlenyomatok egyeznek a korábbi emberölések helyszínein talált bizonyítékokkal, San Francisco akkori polgármestere, Dianne Feinstein televíziós sajtótájékoztatóban közölte az információkat a lakossággal. A kiszivárogtatás azonban feldühítette az ügyben nyomozókat, mivel tudták, hogy a gyilkos nyomon követi az eseményeket a médiában. Nem is tévedtek, mert Ramirez másnap ledobta a cipőit a Golden Gate Hídról. Néhány napig még a környéken maradt, mielőtt visszatért Los Angeles környékére.
1985. augusztus 24-én Ramirez 76 mérföldet tett meg egy Toyotával Mission Viejo felé. Ramirez a hátsó ajtón át betört a 30 éves Bill Carns és menyasszonya, a 29 éves Inez Erickson házába. Carnst a fegyvere kibiztosításának hangjával ébresztette fel. Háromszor fejbe lőtte Carnst, mielőtt Ericksonnak szentelte a figyelmét. Ramirez elmondta a rémült asszonynak, hogy ő az Éjszakai Vadász, majd a szekrényből elővett egy nyakkendőt és megkötözte vele, ezután ököllel kezdte ütlegelni, miközben arra kényszerítette, hogy mondja azt, hogy "szeretem a sátánt". Miután kifosztotta a lakást, Ramirez áthurcolta Ericksont egy másik szobába, és megerőszakolta. Ezután még több ékszert és készpénzt követelt, majd mikor távozott, még odavetette az asszonynak: "Mondd meg nekik, hogy az Éjszakai Vadász járt itt!". Ericksonnak nemsokára sikerült kiszabadítani magát, majd átrohant a szomszédhoz, hogy segítséget hívjanak a súlyosan sérült vőlegényéhez. A sebészet két lövedéket is eltávolítottak a férfi koponyájából, és a gondos beavatkozásoknak köszönhetően Bill Carns életben maradt. Inez Erickson azonban látta az autót, a szomszédban lakó James Romero pedig felírta a rendszámot, amit megadott a rendőröknek.
Erickson részletes leírást adott a támadóról a nyomozóknak, és a nyomozók megszerezték Ramirez lábnyomatát a Romero-házból. Az ellopott autót augusztus 28-án találták meg a Los Angeles-i Wilshire Centerben. Annak ellenére, hogy Ramirez gondosan letörölgette az autót, a nyomozók lézerrel is átvizsgálták a belsejét, és a belső tükrön sikerült kiszúrniuk egy ujjlenyomatot. Ennek alapján beazonosították Ramirezt, akit többször is letartóztattak már kábítószer-birtoklás miatt. Kiadták a körözést ellene, és egy sajtótájékoztatón azt mondták: "Már tudjuk, ki vagy, hamarosan pedig mások is megismernek. Akkor pedig már nem lesz olyan hely, ahol elbújhatnál!".

## Elfogása
1985. augusztus 30-án Ramirez busszal utazott az arizonai Tucsonba, hogy meglátogassa a testvérét. Fogalma sem volt róla, hogy Kaliforniában gyakorlatilag minden újság-és televíziós hírműsor róla beszél. Miután nem találkozott a testvérével, ezért másnap, augusztus 31-én visszatért Los Angelesbe. Elhaladt a rendőrök mellett, akik a buszpályaudvaron vártak abban reménykedve, hogy elkaphatják a gyilkost, ha a kifelé induló busszal próbál elmenekülni. Ramirez így betért egy kisboltba Los Angeles keleti részén.
Miután észrevette, hogy egy csoport idős mexikói nő félelemmel azonosítja őt El Matador (A gyilkos) néven, Ramirez a pénztárnál meglátta a La Opinion nevű spanyol újságot, a címlapon az arcképével. A vásárlók és a pénztáros is felismerte, ezért kirohant az üzletből.
Ramirez bekopogott egy házba, ahol az ott lakó nőtől próbált meg segítséget kérni, ám az becsapta az orra előtt az ajtót. A gyilkos így kénytelen volt tovább menekülni. Ramirez a szomszédos utcába rohant, ahol megpróbált kirángatni egy nőt a kocsijából, azonban többen is az asszony védelmére siettek, és rátámadtak a férfira. A sorozatgyilkos bemászott egy kertbe, ahol megpróbált ellopni egy Ford Mustangot. Az autót éppen egy 56 éves férfi, Faustin Pinon szerelte. Amikor megértette, hogy Ramirez mire készül, megpróbálta megállítani, de nem sikerült neki. A sorozatgyilkos elfutott, de nem jutott messzire. Az utca túloldalán ugyanis egy férfi meghallotta Pinon kiabálását, és egy acélrúddal rátámadt Ramirezre: elkapta és egy acélrúddal leütötte a menekülő sorozatgyilkost. A felbőszült csoport utolérte Ramirezt, és könyörtelenül ütni-verni kezdték. Csakis az mentette meg a férfi életét, hogy megérkeztek a rendőrök, akik kimentették a tömeg karmaiból azzal, hogy őrizetbe vették.

## Pere és elítélése
Ramirez tárgyalása 1988. július 22-én kezdődött. Az első napon, amikor megjelent a tárgyalóteremben, a sorozatgyilkos azt kiabálta: "Üdvözlégy, Sátán!", miközben pentagramot rajzolt a levegőbe. 1988. augusztus 3-án a Los Angeles Times arról számolt be, hogy a börtön néhány alkalmazottja meghallotta, hogy Ramirez lőfegyvert szándékozik becsempészni a tárgyalóterembe, hogy kivégezhesse az ügyészt. Következésképp a tárgyalóterem bejárata elé egy fémdetektort telepítettek, és intenzíven átkutattak mindenkit, aki belépett a tárgyalóterembe.
Augusztus 14-én a tárgyalást félbeszakították, mert az egyik esküdt, Phyllis Singletary nem érkezett meg a tárgyalóterembe. Az esküdtszék rettegett, mivel nem tudták, hogy vajon Ramirez valamilyen módon irányította-e az eseményeket a cellájából. Végül kiderült, hogy Ramireznek nincs köze az esküdt halálához: a fegyvert, amellyel Singletary életét kioltották, az ügyész barátjának lakásában találták meg: a férfi ugyanezzel a fegyverrel lett öngyilkos nem sokkal korábban, hogy megtalálták. A Singletary helyébe lépő esküdt túlságosan félt, hogy visszamenjen az otthonába a tárgyalási nap végén.
"Mindenkiben megvan a jó és a rossz. Én 100%-ig gonosz akartam lenni, de nem ment. Néha túl nyugodt vagyok. De a legtöbb ember tudja leplezni a haragját és a gyűlöletét, én nem. Az én gyűlöletem olyan szintre emelkedett, amit már nem bírtam elviselni, még a fejem is belefájdult. Szóval, ha bedühödök, az egy elég extrém dolog. Nincsen köztes állapota." – mondta. 
1989. szeptember 20-án Ramirezt minden vádpontban bűnösnek találták és elítélték: 13 rendbeli gyilkosság, 5 gyilkossági kísérlet, 11 rendbeli nemi erőszak és 14 betörés vádjában mondták ki bűnösnek. 1989. november 7-én a bíró Kalifornia állam nevében gázkamra általi halálra ítélte Richard Ramirezt. A férfi az ítélet hallatán csak megvonta a vállát, és azt mondta: "Nagy ügy. A halál a szakma velejárója... Viszlát Disneylandben!". 
Egy később tett nyilatkozatában így fogalmazott: "Szeretek embereket ölni! Szeretem nézni, ahogy meghalnak. Fejbe lövöm őket, akkor vonaglanak és össze-vissza vergődnek, aztán egyszer csak mindennek vége. Vagy beléjük vágom a kést, és figyelem, ahogy az arcuk igazán fehér lesz. Szeretem a vért. Mindannyiunk kezében megvan az erő arra, hogy gyilkoljunk, de a legtöbb ember fél használni ezt. Azok, akik nem félnek ettől, az életet is kontroll alatt tartják." – mondta a bíróságon, és hozzátette: – "Hányingerem lesz maguktól, maguk férgek. Egytől egyig képmutatók. Nem értenek meg engem. Ezt nem is várom maguktól. Nem képesek rá. Én túl vagyok azon, amit maguk képesek felfogni, túl vagyok jón és rosszon."
Érdekesség, hogy abban az időben Ramirez tárgyalása volt a legdrágább per Kalifornia történetében: összesen 1,8 millió dollárba (mai viszonylatba átszámolva 3,71 millió amerikai dollár) került, amelyet csak 1994-ben O.J. Simpson perének költsége haladt meg.
Richard Ramirezt 1989. november 7-én az esküdtszék gázkamra általi halálra ítélte.

## Romantikus kapcsolata
A tárgyalás során Ramireznek számtalan női rajongója akadt, akik szerelmeslevelekkel bombázták vagy házassági ajánlatot tettek neki, és a bebörtönzését követően többen is látogatták. 1985-től kezdődően egy Doreen Lioy nevű nő csaknem 75 levelet írt a sátánista gyilkosnak. 1988-ban Ramirez megkérte Lioy kezét, és a két fél 1996-ban a kaliforniai San Quentin Állami Börtönben (ahol Ramirezt fogva tartották) összeházasodott. A Ramirez halálát megelőző években Lioy azért fellebbezett, hogy férjét ne végezzék ki, és kijelentette, ha Ramirezt kivégzik, akkor ő öngyilkosságot fog elkövetni. Lioy azonban végül elvált Ramireztől. Ramirez később eljegyzett egy írónőt.

## Fellebbezések
2006. augusztus 7-én a bíróság elutasította Ramirez fellebbezési kérelmét, és a Kaliforniai Legfelsőbb Bíróság jóváhagyta az első fokon meghozott halálos ítéletet.
2006. szeptember 7-én a kaliforniai Legfelsőbb Bíróság elutasította az előkészítési kérelmet.
Ramireznek a haláláig nem történtek további fellebbezései.

## Mentális egészsége
A Columbia Egyetem törvényszéki pszichiátere, dr. Michael Stone Ramirezt inkább „alakult pszichopatának" mint „született pszichopatának" nyilvánította, hiszen a borzasztó gyermekkorában rengeteg fájdalmat elszenvedett.

## Halála
Ramirez 2013-ban rosszul lett, ezért átszállították a Marin Megyei Kórházba, de pár nappal később meghalt. Az orvosi jelentésben májelégtelenséget jelöltek meg a halál okaként, de később pontosítottak, hogy krónikus kábítószer-használat és a Hepatitis C vírusfertőzés végzett vele. Azonban később elvégeztek egy, a korábbiaknál pontosabb vizsgálatot is a holttestén, amely pontosan megállapította, hogy Ramirez B-sejtes limfóma másodlagos szövődményei miatt hunyt el 2013. június 7-én, 53 éves korában.

## A populáris kultúrában
- Manhunt: Search for the Night Stalker (1989) – Bruce Seth Green TV-filmje, amely Richard Ramirez és két Los Angelesi rendőrnyomozó történetén alapszik, akik megpróbálják őt elfogni.
- Nightstalker (2002) – Chris Fischer filmje, amely Ramirez életén alapszik.
- Nightstalker (2009) – Ulli Lommel filmje.
- The Night Stalker (2016) – Megan Griffiths filmje, Richard Ramirez élete alapján.
- American Horror Story – Ramirez a sorozat 5. és 9. évadában szerepel; előbben Anthony Ruivivar, míg a másikban Zach Villa alakítja a gyilkost.
- A SKYND nevű zenei formáció kiadott egy dalt egy videoklippel Richard Ramirez címmel. (2018)
- Night Stalker: The Hunt for a Serial Killer (2021) – Netflix Original dokumentum mini-sorozat.

## Fordítás
- Ez a szócikk részben vagy egészben  a   Richard Ramirez című angol Wikipédia-szócikk ezen változatának fordításán alapul.  Az eredeti cikk szerkesztőit annak laptörténete sorolja fel. Ez a jelzés csupán a megfogalmazás eredetét és a szerzői jogokat jelzi, nem szolgál a cikkben szereplő információk forrásmegjelöléseként.